# 1783 en philosophie
Chronologie de la philosophie
- 1779
- 1780
- 1781
- 1782
- 1783
- 1784
- 1785
- 1786
- 1787

L’année 1783 a été marquée, en philosophie, par les événements suivants :

## Publications
- Les Deux essais sur le suicide et l’immortalité (Essays on Suicide and the Immortality of the Soul) de David Hume sont publiés à titre posthume.
- Emmanuel Kant : Prolégomènes à toute métaphysique future qui pourra se présenter comme science (1783) [lire sur Wikisource].

- Francesco Mario Pagano : Saggi politici, un traité d'histoire philosophique du royaume de Naples, dans lequel il prend position contre la torture et la peine de mort, et plaide pour des incriminations pénales moins sévères.

- Antoine-Jacques Roustan : Catéchisme raisonné, 1783 (lire en ligne)

- Pietro Verri : Storia di Milano.

## Décès
- 29 octobre : Jean le Rond d'Alembert, mathématicien, philosophe et encyclopédiste français (° 16 novembre 1717).